# Colosseo (métro de Rome)
Colosseo est une station de la ligne B du métro de Rome.

## Situation sur le réseau
Établie en souterrain, la station Colosseo  est située sur la ligne B du métro de Rome, entre les stations Cavour, en direction de Rebibbia (B) ou Jonio (B1), et Circo Massimo, en direction de Laurentina.

## Histoire
Colosseo est l'une des plus anciennes stations du métro de Rome, ayant été inaugurée le 10 février 1955.

## Services aux voyageurs

### Accès et accueil
La station a deux accès : le plus importante est située en face du Colisée ; le secondaire, à travers un escalator, s'ouvre sur le Largo Gaetana Agnesi qui offre une vue sur le Colisée et l'arc de Constantin.

### Intermodalité
D'ici à 2024, elle doit devenir une station de correspondance avec la future ligne C, avec laquelle elle communiquera par l'intermédiaire de la station Fori Imperiali/Colosseo située à proximité.

## À proximité
De nombreux sites remarquables sont situés à proximité : Le Colisée, l'arc de Constantin, le forum romain, les forums impériaux, les collines Palatin, Cælius et Oppius, Le site archéologique du mont Palatin, la piazza Venezia, le palazzo Venezia, la place du Capitole, le musée du Capitole, le monument à Victor-Emmanuel II, la Domus Aurea, la basilique Saint-Clément-du-Latranl'église Santi Quirico e Giulitta, la basilique Santa Maria in Domnica, la basilique Santi Giovanni e Paolo, la basilique des Quatre-Saints-Couronnés, le parc Colle Oppio.